# 룽게-쿠타 방법의 목록
룽게-쿠타 방법은 다음 상미분방정식의 수치해법이다
{\displaystyle {\frac {dy}{dt}}=f(t,y)}
이 수치해법은 다음의 형태를 가진다.
{\displaystyle y_{n+1}=y_{n}+h\sum _{i=1}^{s}b_{i}k_{i}}
{\displaystyle k_{1}=f(t_{n},y_{n}),}
{\displaystyle k_{2}=f(t_{n}+c_{2}h,y_{n}+h(a_{21}k_{1})),}
{\displaystyle k_{3}=f(t_{n}+c_{3}h,y_{n}+h(a_{31}k_{1}+a_{32}k_{2})),}
{\displaystyle \vdots }
{\displaystyle k_{i}=f\left(t_{n}+c_{i}h,y_{n}+h\sum _{j=1}^{i-1}a_{ij}k_{j}\right),}
이 문서에 있는 모든 방법은 다음과 같이 계수를 배열한 Butcher 테이블로 정의하였다:
{\displaystyle {\begin{array}{c|cccc}c_{1}&a_{11}&a_{12}&\dots &a_{1s}\\c_{2}&a_{21}&a_{22}&\dots &a_{2s}\\\vdots &\vdots &\vdots &\ddots &\vdots \\c_{s}&a_{s1}&a_{s2}&\dots &a_{ss}\\\hline &b_{1}&b_{2}&\dots &b_{s}\\\end{array}}}

## 명시적 방법
명시적 방법은 행렬 {\displaystyle [a_{ij}]}이 하삼각행렬인 방법이다.

### 오일러
오일러 방법은 일차이다. 안정성과 정확성이 부족하기 때문에 주로 수치 해석 방법의 간단한 예제로 사용한다.
{\displaystyle {\begin{array}{c|c}0&0\\\hline &1\\\end{array}}}

### 명시적 중간점 방법
(명시적) 중간점 방법은 두 단계의 이차 방법이다(아래의 암시적 중간점 방법을 보라):
{\displaystyle {\begin{array}{c|cc}0&0&0\\1/2&1/2&0\\\hline &0&1\\\end{array}}}

### 호인의 방법
호인의 방법은 두 단계의 이차 방법이다(또한 명시적 사다리꼴 공식으로도 알려져 있다):
{\displaystyle {\begin{array}{c|cc}0&0&0\\1&1&0\\\hline &1/2&1/2\\\end{array}}}

### 랄스톤 방법
랄스톤 방법은 두 단계 이차 방법이고 최소 지역오차 경계가 있다:
{\displaystyle {\begin{array}{c|cc}0&0&0\\2/3&2/3&0\\\hline &1/4&3/4\\\end{array}}}

### 일반적인 이차 방법
{\displaystyle {\begin{array}{c|ccc}0&0&0\\x&x&0\\\hline &1-{\frac {1}{2x}}&{\frac {1}{2x}}\\\end{array}}}

### 쿠타 삼차 방법
{\displaystyle {\begin{array}{c|ccc}0&0&0&0\\1/2&1/2&0&0\\1&-1&2&0\\\hline &1/6&2/3&1/6\\\end{array}}}

### 고전적 사차 방법
"원조" 룽게-쿠타 방법이다.
{\displaystyle {\begin{array}{c|cccc}0&0&0&0&0\\1/2&1/2&0&0&0\\1/2&0&1/2&0&0\\1&0&0&1&0\\\hline &1/6&1/3&1/3&1/6\\\end{array}}}

### 3/8-규칙 사차 방법
이 방법은 "고전적" 방법만큼 악명높진 않지만 같은 논문에서 제시되었기 때문에 동일하게 고전적이다(Kutta, 1901).
{\displaystyle {\begin{array}{c|cccc}0&0&0&0&0\\1/3&1/3&0&0&0\\2/3&-1/3&1&0&0\\1&1&-1&1&0\\\hline &1/8&3/8&3/8&1/8\\\end{array}}}

## 내장형 방법
내장형 방법은 룽게-쿠타 한 단계의 지역 절단 오차를 계산하기 위해 설계되었고, 결과로 적응형 단계 크기로 오차를 조절할 수 있게 되었다. 이것은 테이블에 있는 p차와 p-1차의 두 방법을 사용한다.
낮은차수의 단계는 다음과 같다
{\displaystyle y_{n+1}^{*}=y_{n}+h\sum _{i=1}^{s}b_{i}^{*}k_{i},}
이때 {\displaystyle k_{i}}는 고차 방법과 같다. 그러면 오차는 다음과 같다
{\displaystyle e_{n+1}=y_{n+1}-y_{n+1}^{*}=h\sum _{i=1}^{s}(b_{i}-b_{i}^{*})k_{i},}
이 오차는 {\displaystyle O(h^{p})}. 이런 종류의 방법의 Butcher 테이블은 {\displaystyle b_{i}^{*}}
{\displaystyle {\begin{array}{c|cccc}c_{1}&a_{11}&a_{12}&\dots &a_{1s}\\c_{2}&a_{21}&a_{22}&\dots &a_{2s}\\\vdots &\vdots &\vdots &\ddots &\vdots \\c_{s}&a_{s1}&a_{s2}&\dots &a_{ss}\\\hline &b_{1}&b_{2}&\dots &b_{s}\\&b_{1}^{*}&b_{2}^{*}&\dots &b_{s}^{*}\\\end{array}}}

### 호인-오일러
가장 간단한 적응형 룽게-쿠타 방법은 이차인 호인의 방법과 일차인 오일러 방법을 결합한 것이다. 확장된 Butcher 테이블은 다음과 같다:
{\displaystyle {\begin{array}{c|cc}0&\\1&1\\\hline &1/2&1/2\\&1&0\end{array}}}
추정 오차는 단계크기를 조절하는데 사용된다.

### 펠베르크 RK1(2)
펠베르크 방법은 일차와 이차의 두 방법을 가진다. 확장된 Butcher 테이블은 다음과 같다:
| 0     |         |         |
| 1/2   | 1/2     |         |
| 1     | 1/256   | 255/256 |
| 1/256 | 255/256 | 0       |
| 1/512 | 255/256 | 1/512   |

b 계수의 첫 줄은 일차 정확한 해를 주고, 두 번째 줄은 이차이다.

### 보가키–샴폐인
보가키-샴폐인 방법은 이차와 삼차의 두 방법이다. 확장된 Butcher 테이블은 다음과 같다:
| 0    |     |     |     |
| 1/2  | 1/2 |     |     |
| 3/4  | 0   | 3/4 |     |
| 1    | 2/9 | 1/3 | 4/9 |
| 2/9  | 1/3 | 4/9 | 0   |
| 7/24 | 1/4 | 1/3 | 1/8 |

b 계수의 첫 줄은 삼차 정확한 해를 주고, 두 번째 줄은 이차이다.

### 펠베르크
룽게-쿠타-펠베르크 방법은 5차와 4차의 두 방법이다. 확장된 Butcher 테이블은 다음과 같다:
| 0      |           |            |             |           |        |
| 1/4    | 1/4       |            |             |           |        |
| 3/8    | 3/32      | 9/32       |             |           |        |
| 12/13  | 1932/2197 | −7200/2197 | 7296/2197   |           |        |
| 1      | 439/216   | −8         | 3680/513    | −845/4104 |        |
| 1/2    | -8/27     | 2          | −3544/2565  | 1859/4104 | −11/40 |
| 16/135 | 0         | 6656/12825 | 28561/56430 | −9/50     | 2/55   |
| 25/216 | 0         | 1408/2565  | 2197/4104   | −1/5      | 0      |

b 계수의 첫 줄은 5차 정확한 해를 주고, 두 번째 줄은 4차이다.

### 캐쉬-카프
캐쉬와 카프는 펠버그의 원래 아이디어를 수정했다. 캐쉬-카프 방법의 확장된 테이블은 다음과 같다:
| 0          |            |             |             |              |          |
| 1/5        | 1/5        |             |             |              |          |
| 3/10       | 3/40       | 9/40        |             |              |          |
| 3/5        | 3/10       | −9/10       | 6/5         |              |          |
| 1          | −11/54     | 5/2         | −70/27      | 35/27        |          |
| 7/8        | 1631/55296 | 175/512     | 575/13824   | 44275/110592 | 253/4096 |
| 37/378     | 0          | 250/621     | 125/594     | 0            | 512/1771 |
| 2825/27648 | 0          | 18575/48384 | 13525/55296 | 277/14336    | 1/4      |

b 계수의 첫 줄은 5차 정확한 해를 주고, 두 번째 줄은 4차이다.

### 도르몬드–프린스
도르몬드-프린스 방법의 확장된 테이블은 다음과 같다
| 0          |            |             |            |               |             |       |
| 1/5        | 1/5        |             |            |               |             |       |
| 3/10       | 3/40       | 9/40        |            |               |             |       |
| 4/5        | 44/45      | −56/15      | 32/9       |               |             |       |
| 8/9        | 19372/6561 | −25360/2187 | 64448/6561 | −212/729      |             |       |
| 1          | 9017/3168  | −355/33     | 46732/5247 | 49/176        | −5103/18656 |       |
| 1          | 35/384     | 0           | 500/1113   | 125/192       | −2187/6784  | 11/84 |
| 35/384     | 0          | 500/1113    | 125/192    | −2187/6784    | 11/84       | 0     |
| 5179/57600 | 0          | 7571/16695  | 393/640    | −92097/339200 | 187/2100    | 1/40  |

b 계수의 첫 줄은 5차 정확한 해를 주고, 두 번째 줄은 4차이다.

## 암시적 방법

### 역 오일러
역 오일러 방법은 일차이다. 선형 확장 문제에 대해서 조건적 안정하고 진동이 없다.
{\displaystyle {\begin{array}{c|c}1&1\\\hline &1\\\end{array}}}

### 암시적 중간점
암시적 중간점 방법은 이차이다. 이것은 배열 방법 중 가우스 방법이라는 그룹에서 가장 간단한 방법이다. 이는 사교 적분자이다.
{\displaystyle {\begin{array}{c|c}1/2&1/2\\\hline &1\end{array}}}

### 가우스-르장드르 방법
이 방법들은 가우스-르장드르 구적법에 기반하고 있다. 4차 가우스-르장드르 방법의 Butcher 테이블은 다음과 같다:
{\displaystyle {\begin{array}{c|cc}{\frac {1}{2}}-{\frac {\sqrt {3}}{6}}&{\frac {1}{4}}&{\frac {1}{4}}-{\frac {\sqrt {3}}{6}}\\{\frac {1}{2}}+{\frac {\sqrt {3}}{6}}&{\frac {1}{4}}+{\frac {\sqrt {3}}{6}}&{\frac {1}{4}}\\\hline &{\frac {1}{2}}&{\frac {1}{2}}\\&{\frac {1}{2}}+{\frac {1}{2}}{\sqrt {3}}&{\frac {1}{2}}-{\frac {1}{2}}{\sqrt {3}}\\\end{array}}}
6차 가우스-르장드르 방법의 Butcher 테이블은 다음과 같다:
{\displaystyle {\begin{array}{c|ccc}{\frac {1}{2}}-{\frac {\sqrt {15}}{10}}&{\frac {5}{36}}&{\frac {2}{9}}-{\frac {\sqrt {15}}{15}}&{\frac {5}{36}}-{\frac {\sqrt {15}}{30}}\\{\frac {1}{2}}&{\frac {5}{36}}+{\frac {\sqrt {15}}{24}}&{\frac {2}{9}}&{\frac {5}{36}}-{\frac {\sqrt {15}}{24}}\\{\frac {1}{2}}+{\frac {\sqrt {15}}{10}}&{\frac {5}{36}}+{\frac {\sqrt {15}}{30}}&{\frac {2}{9}}+{\frac {\sqrt {15}}{15}}&{\frac {5}{36}}\\\hline &{\frac {5}{18}}&{\frac {4}{9}}&{\frac {5}{18}}\\&-{\frac {5}{6}}&{\frac {8}{3}}&-{\frac {5}{6}}\end{array}}}

### 로바토 방법
로바토 방법의 주요 세 방법은 IIIA, IIIB 그리고 IIIC로 불린다(고전 수학 문헌에서 기호 I과 II는 라다우 방법의 주 종류에 예약되어 있었다). 이것들은 리후엘 로바토(Rehuel Lobatto)의 이름을 따왔다. 모두 암시적 방법이고, 2s-2차 방법이며, 모두 c1 = 0이고 cs = 1이다. 다른 어떤 명시적 방법과는 달리, 이 방법들은 더 큰 단계도 가능하다. 로바토는 룽게와 쿠타가 고전적인 사차 방법을 만들기 전에 살았었다.

#### 로바토 IIIA 방법
로바토 IIIA 방법은 배열 방법이다. 이차 방법은 사다리꼴 공식으로 알려져있다:
{\displaystyle {\begin{array}{c|cc}0&0&0\\1&1/2&1/2\\\hline &1/2&1/2\\&1&0\\\end{array}}}
4차 방법은 다음과 같다
{\displaystyle {\begin{array}{c|ccc}0&0&0&0\\1/2&5/24&1/3&-1/24\\1&1/6&2/3&1/6\\\hline &1/6&2/3&1/6\\&-{\frac {1}{2}}&2&-{\frac {1}{2}}\\\end{array}}}
이 방법은 A-안정하지만 L-안정하거나 B-안정하지는 않다.

#### 로바토 IIIB 방법
로바토 IIIB 방법은 배열 방법이 아니지만 불연속적 배열 방법으로 볼 수 있다. 이차 방법은 다음과 같다
{\displaystyle {\begin{array}{c|cc}0&1/2&0\\1&1/2&0\\\hline &1/2&1/2\\&1&0\\\end{array}}}
4차 방법은 다음과 같다
{\displaystyle {\begin{array}{c|ccc}0&1/6&-1/6&0\\1/2&1/6&1/3&0\\1&1/6&5/6&0\\\hline &1/6&2/3&1/6\\&-{\frac {1}{2}}&2&-{\frac {1}{2}}\\\end{array}}}
로바토 IIIB 방법은 A-안정적이지만 L-안정하거나 B-안정하지는 않다.

#### 로바토 IIIC 방법
로바토 IIIC 방법도 불연속적 배열 방법이다. 이차 방법은 다음과 같다
{\displaystyle {\begin{array}{c|cc}0&1/2&-1/2\\1&1/2&1/2\\\hline &1/2&1/2\\&1&0\\\end{array}}}
4차 방법은 다음과 같다
{\displaystyle {\begin{array}{c|ccc}0&1/6&-1/3&1/6\\1/2&1/6&5/12&-1/12\\1&1/6&2/3&1/6\\\hline &1/6&2/3&1/6\\&-{\frac {1}{2}}&2&-{\frac {1}{2}}\\\end{array}}}
이것은 L-안정하다. 이것들은 게다가 대수적으로 안정하고, 따라서 B-안정하기 때문에 딱딱한 방정식에 적합하다.

#### 로바토 IIIC* 방법
로바토 IIIC* 방법은 문헌에서 로바토 III 방법(Butcher, 2008), Butcher의 로바토 방법(Hairer et al, 1993), 그리고 로바토 IIIC 방법(Sun, 2000)이라고도 알려져 있다. 아차 방법은 다음과 같다
{\displaystyle {\begin{array}{c|cc}0&0&0\\1&1&0\\\hline &1/2&1/2\\\end{array}}}
4차 방법은 다음과 같다
{\displaystyle {\begin{array}{c|ccc}0&0&0&0\\1/2&1/4&1/4&0\\1&0&1&0\\\hline &1/6&2/3&1/6\\\end{array}}}
이 방법은 A-안정하지도, B-안정하지도, L-안정하지도 않다. {\displaystyle s=2}.

#### 일반화된 로바토 방법
다음의 형태를 가지는 로바토 계수를 고려함으로써 세 실수 변수{\displaystyle (\alpha _{A},\alpha _{B},\alpha _{C})}
{\displaystyle a_{i,j}(\alpha _{A},\alpha _{B},\alpha _{C})=\alpha _{A}a_{i,j}^{A}+\alpha _{B}a_{i,j}^{B}+\alpha _{C}a_{i,j}^{C}+\alpha _{C*}a_{i,j}^{C*}},
여기서,
{\displaystyle \alpha _{C*}=1-\alpha _{A}-\alpha _{B}-\alpha _{C}}.
예를 들면, (Nørsett and Wanner, 1981)에 소개되었고 로바토 IIINW라고도 불리는 로바토 IIID는 다음의 형태를 가진다
{\displaystyle {\begin{array}{c|cc}0&1/2&1/2\\1&-1/2&1/2\\\hline &1/2&1/2\\\end{array}}}
그리고
{\displaystyle {\begin{array}{c|ccc}0&1/6&0&-1/6\\1/2&1/12&5/12&0\\1&1/2&1/3&1/6\\\hline &1/6&2/3&1/6\\\end{array}}}
이 방법은 {\displaystyle \alpha _{A}=2}, {\displaystyle \alpha _{B}=2}, {\displaystyle \alpha _{C}=-1}, 그리고 {\displaystyle \alpha _{C*}=-2}. 이 방법은 L-안정적이다. 또한 대수적으로 안정적이기 때문에 B-안정적이다.

### 라다우 방법
라다우 방법은 완전히 암시적 방법이다(이런 방법의 행렬 A는 어떤 구조도 가질 수 있다). 라다우 방법은 s 단계에 2s-1차이다. 라다우 방법은 A-안정적이지만 구현하는데 비용이 많이 든다. 게다가 차수의 감소로 어려움이 있을 수 있다.
일차 라다우 방법은 역 오일러 방법과 유사하다

#### 라다우 IA 방법
삼차 방법은 다음과 같다
{\displaystyle {\begin{array}{c|cc}0&1/4&-1/4\\2/3&1/4&5/12\\\hline &1/4&3/4\\\end{array}}}
5차 방법은 다음과 같다
{\displaystyle {\begin{array}{c|ccc}0&{\frac {1}{9}}&{\frac {-1-{\sqrt {6}}}{18}}&{\frac {-1+{\sqrt {6}}}{18}}\\{\frac {3}{5}}-{\frac {\sqrt {6}}{10}}&{\frac {1}{9}}&{\frac {11}{45}}+{\frac {7{\sqrt {6}}}{360}}&{\frac {11}{45}}-{\frac {43{\sqrt {6}}}{360}}\\{\frac {3}{5}}+{\frac {\sqrt {6}}{10}}&{\frac {1}{9}}&{\frac {11}{45}}+{\frac {43{\sqrt {6}}}{360}}&{\frac {11}{45}}-{\frac {7{\sqrt {6}}}{360}}\\\hline &{\frac {1}{9}}&{\frac {4}{9}}+{\frac {\sqrt {6}}{36}}&{\frac {4}{9}}-{\frac {\sqrt {6}}{36}}\\\end{array}}}

#### 라다우 IIA 방법
이 방법의 ci는 다음의 근이다
{\displaystyle P_{s}(2x-1)-P_{s-1}(2x-1)=0,}
{\displaystyle P_{s}}. 삼차 방법은 다음과 같다
{\displaystyle {\begin{array}{c|cc}1/3&5/12&-1/12\\1&3/4&1/4\\\hline &3/4&1/4\\\end{array}}}
5차 방법은 다음과 같다
{\displaystyle {\begin{array}{c|ccc}{\frac {2}{5}}-{\frac {\sqrt {6}}{10}}&{\frac {11}{45}}-{\frac {7{\sqrt {6}}}{360}}&{\frac {37}{225}}-{\frac {169{\sqrt {6}}}{1800}}&-{\frac {2}{225}}+{\frac {\sqrt {6}}{75}}\\{\frac {2}{5}}+{\frac {\sqrt {6}}{10}}&{\frac {37}{225}}+{\frac {169{\sqrt {6}}}{1800}}&{\frac {11}{45}}+{\frac {7{\sqrt {6}}}{360}}&-{\frac {2}{225}}-{\frac {\sqrt {6}}{75}}\\1&{\frac {4}{9}}-{\frac {\sqrt {6}}{36}}&{\frac {4}{9}}+{\frac {\sqrt {6}}{36}}&{\frac {1}{9}}\\\hline &{\frac {4}{9}}-{\frac {\sqrt {6}}{36}}&{\frac {4}{9}}+{\frac {\sqrt {6}}{36}}&{\frac {1}{9}}\\\end{array}}}

## 같이 보기
- 룽게-쿠타-펠베르크 방법